# Correggio Hockey 2021-2022
Questa voce raccoglie le informazioni riguardanti il Correggio Hockey nelle competizioni ufficiali della stagione 2021-2022.

## Maglie e sponsor
Lo sponsor ufficiale per la stagione 2021-2022 è la BDL Stampi.
| 1ª divisa | 2ª divisa |

## Organico

### Giocatori
| N° | Naz.                | Ruolo | Sportivo          |  |  |  |
| -- | ------------------- | ----- | ----------------- |  |  |  |
| 1  | Italia (bandiera)   | P     | Fabio Errico      |  |  |  |
| 3  | Italia (bandiera)   | E     | Enrico Zucchiatti |  |  |  |
| 8  | Cile (bandiera)     | E     | Gabriel Tudela    |  |  |  |
| 9  | Germania (bandiera) | E     | Max Thiel         |  |  |  |
| 13 | Italia (bandiera)   | E     | Edoardo Righi     |  |  |  |
| 26 | Italia (bandiera)   | E     | Alessio Caroli    |  |  |  |
| 39 | Italia (bandiera)   | P     | Nicolò Salines    |  |  |  |
| 54 | Italia (bandiera)   | E     | Andrea Fantozzi   |  |  |  |
| 55 | Italia (bandiera)   | E     | Fabio Casari      |  |  |  |
| 76 | Cile (bandiera)     | E     | Alvaro Osorio     |  |  |  |

### Staff tecnico
- Allenatore:  Pablo Jara
- Allenatore in seconda:  Toto Bastias
- Preparatore atletico:
- Meccanico:  Lorenzo Sala